# Baignade habillée

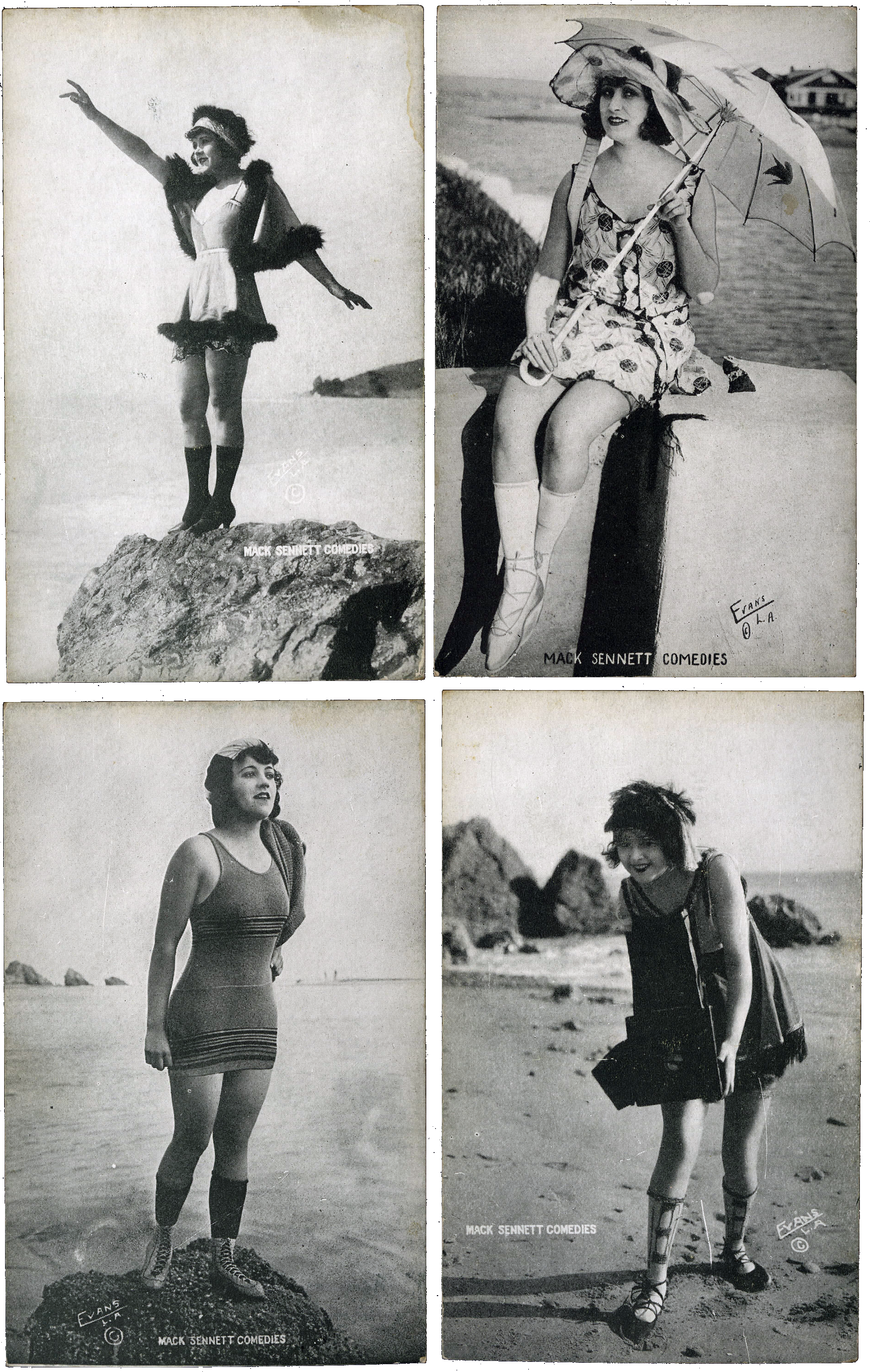
Bathing Beauties de Mack Sennett.

La baignade habillée consiste à se baigner sans maillot de bain « occidental » (bikini, short de bain…), mais avec des vêtements de tous les jours, ceux qui ne sont généralement pas conçus pour le bain : t-shirt, pantalon… Toutefois, l'appellation peut intégrer le port de vêtements spécialement conçus pour le bain, tels les tops UV (qui protègent contre les rayons ultraviolets [UV]) ou les burkinis.[réf. nécessaire]
Le fait de se baigner en portant des vêtements « non échancrés » (c'est-à-dire des habits qui ne laissent voir que « peu » de peau), habituels ou spéciaux (combinaison anti-méduse stinger suit ou isotherme wetsuit…), est une habitude dans de nombreux pays du monde, une pratique culturelle dont les raisons sont multiples : pudeur, religion, santé, survie… Dans les cultures asiatique ou musulmane, se baigner en partie habillé est une norme.

## Aspects culturels

### Asie
Se baigner habillé est une habitude dans de nombreux pays asiatiques : 
Viêt Nam,
Thaïlande, 
Inde,
Bangladesh,… Les raisons sont multiples :
- pudeur,
- modestie (manque de moyens pour acheter un vêtement spécifique pour le bain et humilité de ne pas exposer son corps),
- culture asiatique appréciant la pâleur de la peau (critère esthétique),
- protection contre les rayons ultraviolets (UV).

Dans le cinéma indien, les scènes de « sari humide » (à la mer par exemple) permettent d’évoquer la nudité en la suggérant, car elle est taboue.

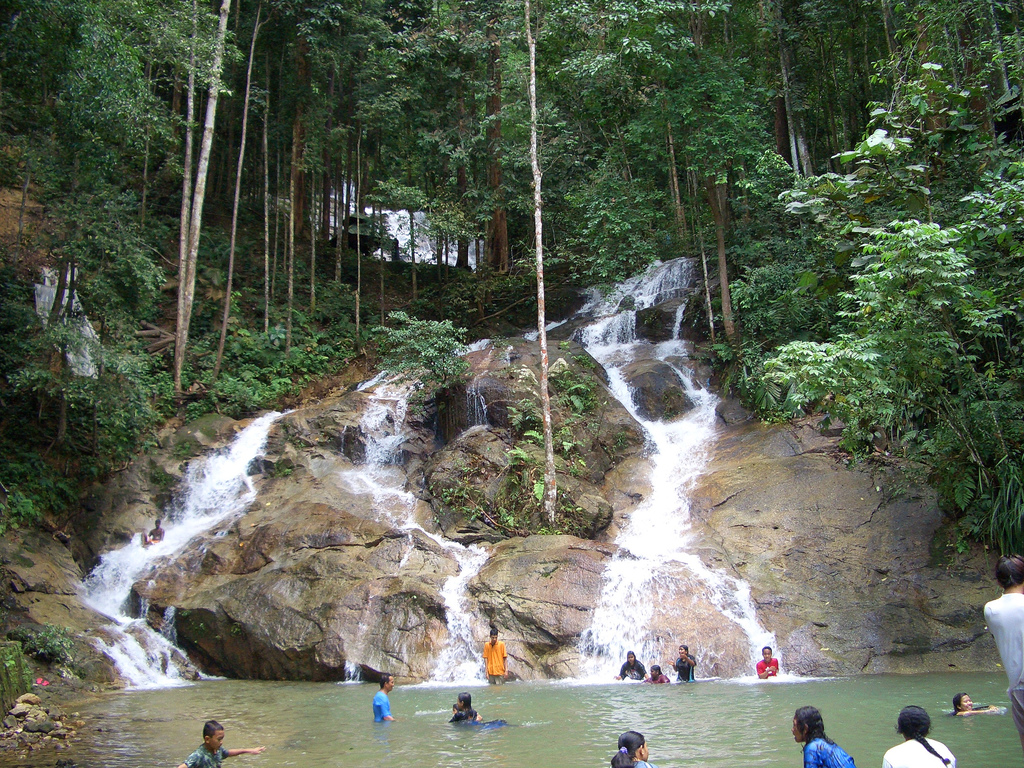
Baignade dans une chute d’eau en Malaisie.
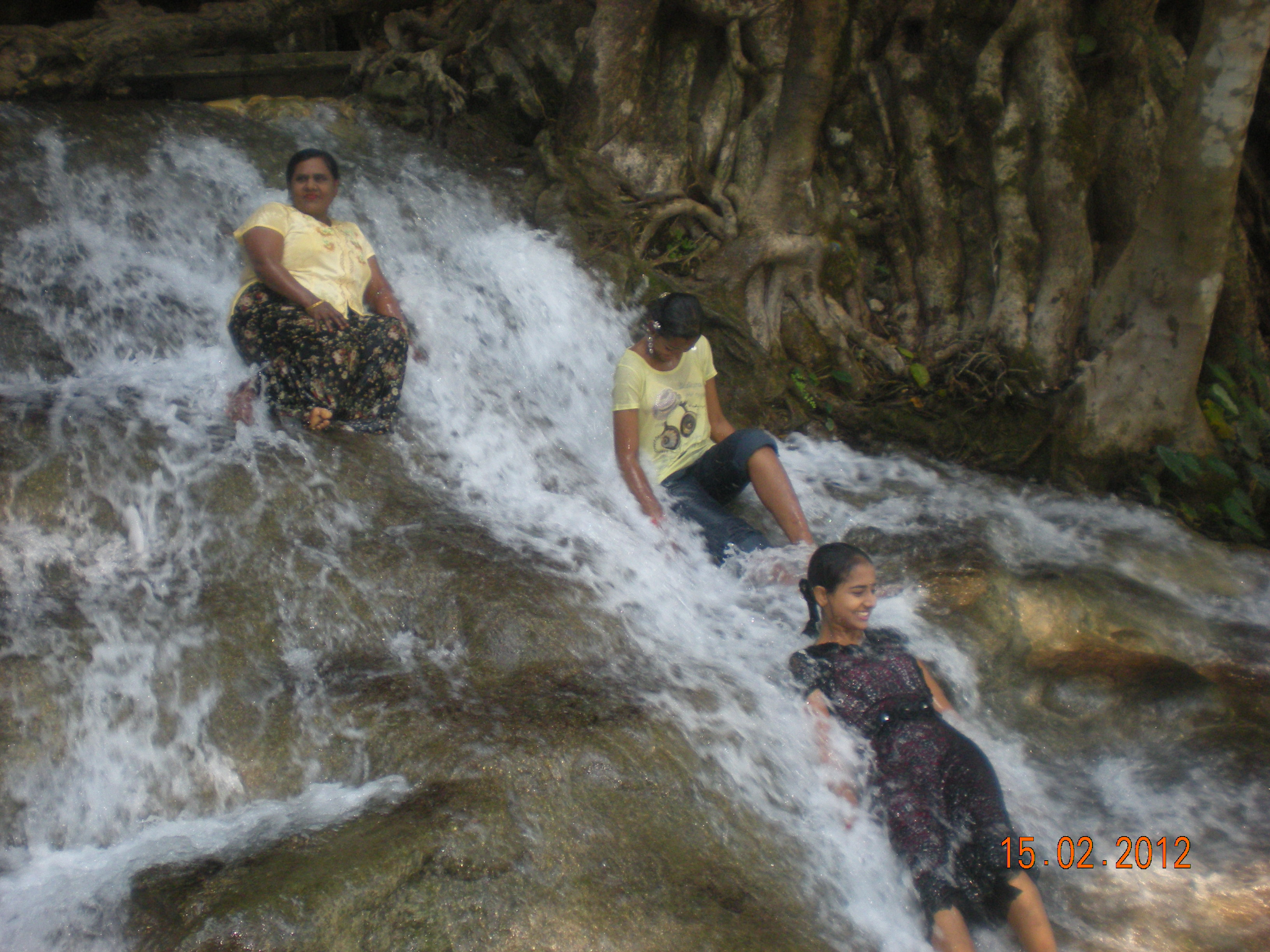
Trois Birmanes dans une cascade à Pyin Oo Lwin en 2012.
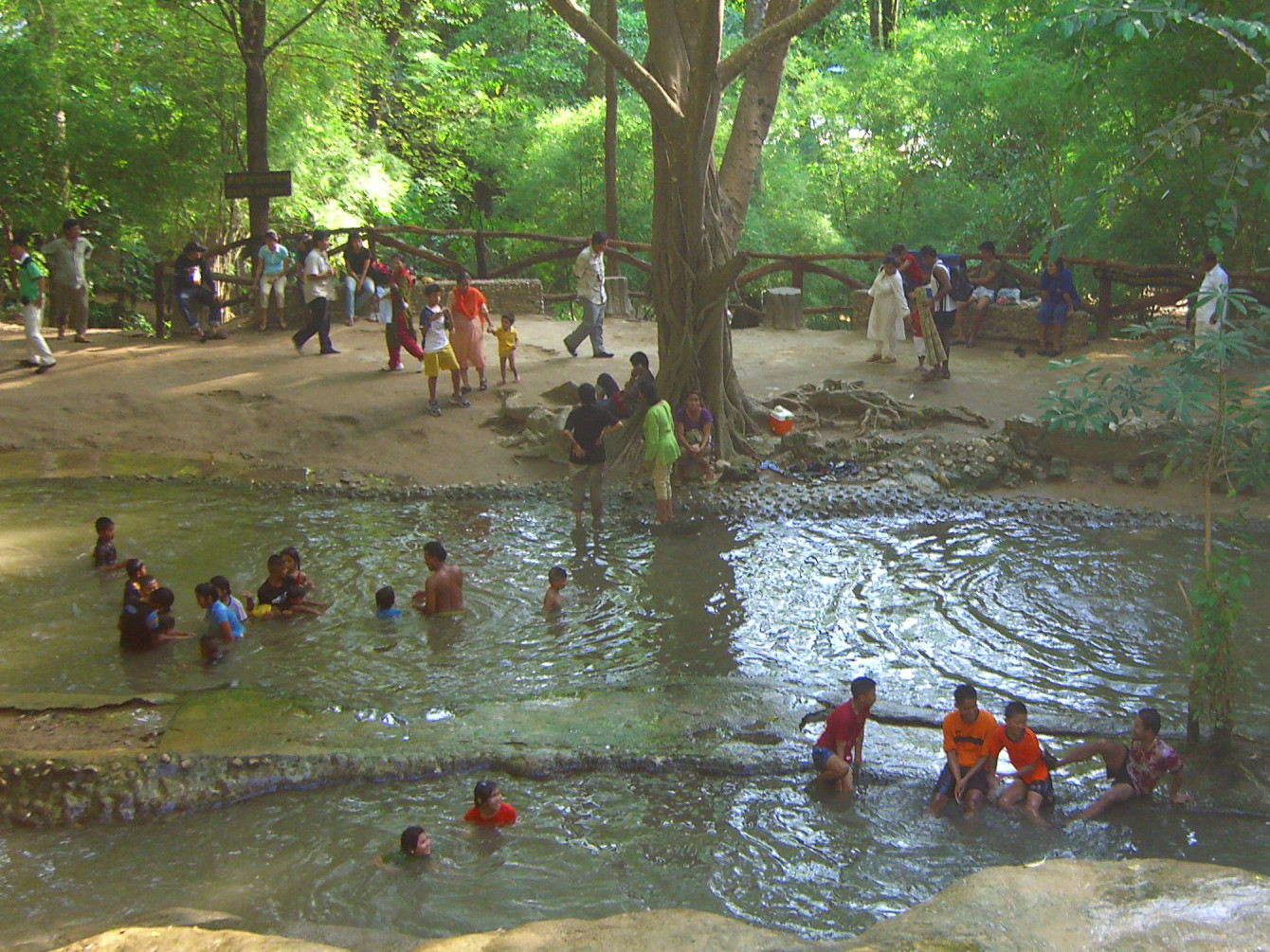
Dans une cascade thaïlandaise, à l'ombre.
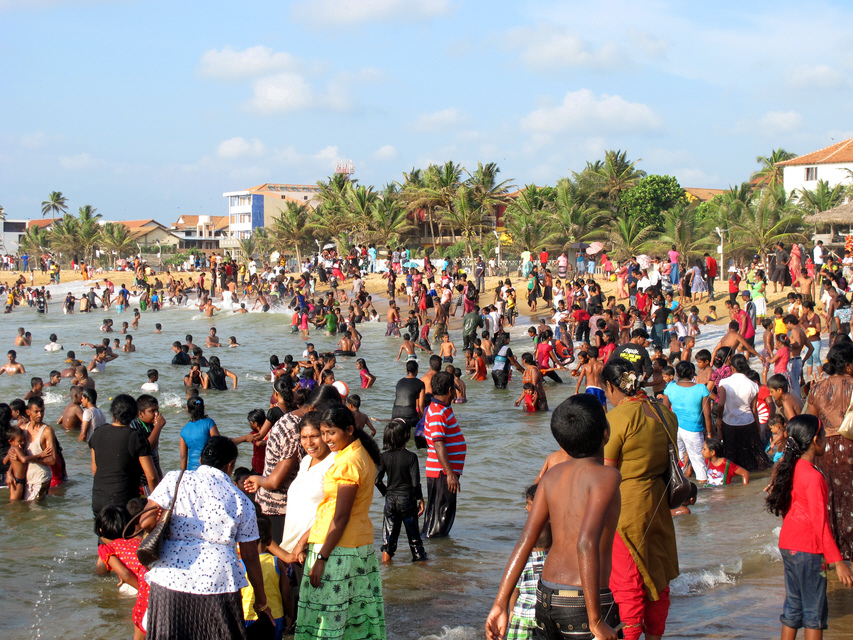
Plage au Sri Lanka.

### Monde arabo-musulman
Certaines femmes de religion musulmane se baignent habillées, en voile ou en niqab.
Les raisons sont similaires à celles des peuples asiatiques : religion, protection solaire, humilité…

### Monde occidental
Dans la culture occidentale, la baignade se fait généralement dans des maillots aussi peu couvrants que des sous-vêtements.
Toutefois, les Australiens et Néo-Zélandais ajoutent souvent, pour se protéger des rayons ultraviolets (UV), un top UV.

## Bénéfices pour la santé

### Protection contre le soleil
Les vêtements créent de l’ombre et contribuent donc à lutter contre les coups de soleil, c’est pour cette raison que :
- de nombreux parents enfilent d’office un T-shirt à leur enfant sur la plage,
- les maîtres-nageurs sauveteurs en extérieur portent des T-shirts malgré la chaleur,
- les populations d'Asie du Sud (proches de l'équateur) se baignent habillées[1] (entre autres raisons).

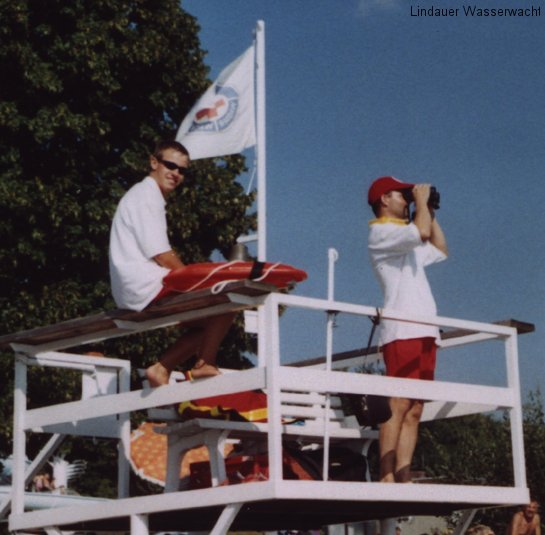
Surveillants de baignade, habillés tous deux en T-shirt à manches courtes + short.

Toutefois, les vêtements classiques ne bloquent pas la totalité des rayons ultraviolets, car souvent en fibre naturelle telle que le coton, qui bloquent moins bien les rayons ultraviolets (UV) que les fibres synthétiques (Lycra, élasthanne…). C’est pourquoi les surfeurs portent parfois des T-shirts en synthétique nommés top, top UV ou qualifiés de « rash », certains modèles comportent des manches longues et/ou un col montant pour protéger les avant-bras, le cou et la nuque. Ce type de vêtement peut bien sûr être utilisé pour d’autres activités nautiques, à commencer par la simple baignade de loisir.
Les fibres synthétiques présentent également l’avantage de moins retenir l’eau, et donc de sécher plus vite et ainsi de redevenir plus rapidement efficaces contre les rayons UV.
Les vêtements mouillés permettent de se rafraîchir : en retenant l'eau, ils diffusent sa fraîcheur sur la peau pendant plus longtemps qu'un simple ventilateur ou brumisateur. C'est une des raisons pour lesquelles les peuples asiatiques se baignent habillés, y compris avec des T-shirts ou haut à manche longue. 
De plus, même secs, ils absorbent la transpiration (sueur) et évitent ainsi son évaporation, ce qui refroidirait le corps encore plus vite.

« Parce que mes vêtements étaient mouillés, je suis resté au frais pendant un bon moment après. »

— John Mireless, Cambodian Countryside.
De nombreuses sociétés se sont spécialisées en textile de protection solaire [réf. nécessaire] [Information douteuse], certaines proposent des vêtements adaptés à l’eau ,. 

### Protection contre d’autres dangers
Les vêtements offrent une barrière contre les méduses et leurs piqûres. Le port de chaussures en eau naturelle permet de parer les nombreux facteurs de blessure de la plante des pieds : branches, cailloux ou rochers, animaux cachés dans le sable, déchets divers (tessons de bouteille). Sauter les pieds en avant — avec chaussures — est ainsi plus sûr qu'un plongeon (qui lui se réalise tête la première). Des équipementiers sportifs conçoivent des chaussures conçues pour aller dans l’eau.

## Autres raisons poussant à se baigner habillé(e)
- Détente, relaxation : des gens aiment se baigner habillés, chez eux ou en extérieur (pas nécessairement en public), juste pour se changer les idées et le plaisir[1],[13], sans nécessairement que ce plaisir devienne sexuel[14]. Ce loisir peut être appelé wet ou wetfun dans le monde occidental.
- Pouvoir sauver quelqu'un de la noyade sans mettre sa propre vie en danger, car on est habitué(e) aux sensations particulières dans l'eau et à l'effort nécessaire.
- Refuser l'érotisation[12] de certaines sociétés où le culte du corps est ancré, largement relayé par les médias et la publicité (corps dénudés dans des annonces qui ne s'y prêtent pas, hypersexualisation des enfants mannequins…) et pousse à se dénuder.
- Attirer l'attention sur soi en jouant sur le côté marginal ou transgressif des bains pratiqués habillés dans certains pays, voire provoquer en profitant du côté « sexy » procuré par les formes moulantes des habits trempés.

Les aspects positifs de la baignade habillée peuvent mener de plus en plus de gens à se couvrir pour se baigner, quitte à recourir à des maillots de bain « spéciaux »,.
D’autres circonstances encore peuvent pousser des gens à se couvrir dans l’eau ou une fois sortis de l’eau, quelle que soit leur culture :
- cicatrice[17], brûlure, repli de peau à la suite d'une perte importante de poids ;
- tatouage ou inscription indélébile ;
- mélanome, cancer de la peau à tout stade (risque, pathologie en cours ou risque de rechute) ;
- forte photosensibilité de la peau (personnes rousses ou albinos, entre autres) ;
- rougeur, bouton, tache ou marque cutanée (maladie de peau...) ;
- pilosité (chez les femmes[18] par exemple) ;
- prothèse, attelle, redresse-dos… ou autre dispositif orthopédique ;
- malaise quant à son corps ou son image ressentie (adolescent(e)s[note 1],[19]…) ;
- caractéristiques genrées éloignées des standards sociaux (personnes intersexes, transgenres…) ;
- membre artificiel ou organe absent par ablation ou amputation, ou autre signe visible considéré culturellement ou personnellement comme peu esthétique (varice, verrue, embonpoint ou maigreur, dimorphisme…).

### Source
- Cet article est partiellement ou en totalité issu de l'article intitulé « Wetlook » (voir la liste des auteurs).